# Финансови услуги
Финансовите услуги са отрасъл на икономиката, включващ услугите, осигурявани от финансовата индустрия, обхващаща широк обсег от организации, които се занимават с управлението на пари. В Статистическата класификация на икономическите дейности за Европейската общност за него е използвано наименованието финансови и застрахователни дейности.
Отрасълът обхваща дейността на банки, кредитни съюзи, застрахователни компании, пенсионни фондове, холдингови дружества, както и различни свързани с финансите спомагателни дейности. Към 2004 индустрията на финансовите услуги представлява 20% от пазарната капитализация на С&П 500 в САЩ .